# Anielów (województwo łódzkie)
Anielów – kolonia w Polsce położona w województwie łódzkim, w powiecie pajęczańskim, w gminie Sulmierzyce.
W latach 1975–1998 miejscowość administracyjnie należała do województwa piotrkowskiego.